# ブルギニョン (ドゥー県)
ブルギニョン （Bourguignon）は、フランス、ブルゴーニュ＝フランシュ＝コンテ地域圏、ドゥー県のコミューン。

## 由来
1298年にBourgoingnuns、14世紀にBourgoignons、1629年以降Bourguignonとなった。

## 人口統計
| 1962年 | 1968年 | 1975年 | 1982年 | 1990年 | 1999年 | 2008年 | 2013年 |
| ------ | ------ | ------ | ------ | ------ | ------ | ------ | ------ |
| 685    | 653    | 770    | 754    | 824    | 903    | 942    | 954    |

参照元:1962年から1999年までは複数コミューンに住所登録をする者の重複分を除いたもの。それ以降は当該コミューンの人口統計によるもの。1999年までEHESS/Cassini、2004年以降INSEE。